# Норвегія на зимових Олімпійських іграх 2018
Норвегія на зимових Олімпійських іграх 2018, які проходили з 9 по 25 лютого в Пхьончхані (Південна Корея), була представлена 109 спортсменами в 11 видах спорту.
Норвезькі спортсмени вибороли 39 медалей, що є рекордом зимових Олімпіад.

## Медалісти
| Медалі | Спортсмени | Вид спорту          | Дисципліна                            | Дата      |
| ------ | --- | ------------------- | ------------------------------------- | --------- |
| Золото | Сімен Геґстад Крюгер | Лижні перегони      | скіатлон 30 км (чоловіки)             | 11 лютого |
| Золото | Марен Лундбю | Стрибки з трампліна | нормальний трамплін (жінки)           | 12 лютого |
| Золото | Йоганнес Гесфлот Клебу                                                                                                   | Лижні перегони      | спринт (чоловіки)                     | 13 лютого |
| Золото | Раґнгільд Гаґа | Лижні перегони      | 10 км вільним стилем (жінки)          | 15 лютого |
| Золото | Йоганнес Тінгнес Бо | Біатлон             | індивідуальна гонка (чоловіки)        | 15 лютого |
| Золото | Аксель Лунд Свіндаль | Гірськолижний спорт | швидкісний спуск (чоловіки)           | 15 лютого |
| Золото | Інгвілл Флугстад Естберг Астрід Уренгольдт Якобсен Раґнгілд Гаґа Маріт Бйорген                                           | Лижні перегони      | естафета (жінки)                      | 17 лютого |
| Золото | Ейстейн Бротен | Фристайл            | слоупстайл (чоловіки)                 | 18 лютого |
| Золото | Дідрік Тенсет Мартін Йонсруд Сунбю Сімен Геґстад Крюгер Йоганнес Гесфлот Клебу                                           | Лижні перегони      | естафета 4х10 км (чоловіки)           | 18 лютого |
| Золото | Говард Гольмефйорд Лорентцен                                                                                             | Ковзанярський спорт | 500 метрів (чоловіки)                 | 19 лютого |
| Золото | Даніель-Андре Танде Андреас Стьєрнен Йоганн Андре Форфанг Роберт Юганссон                                                | Стрибки з трампліна | командні, великий трамплін (чоловіки) | 19 лютого |
| Золото | Мартін Йонсруд Сунбю Йоганнес Гесфлот Клебу                                                                              | Лижні перегони      | командний спринт (чоловіки)           | 21 лютого |
| Золото | Говард Бекко Сіндре Генріксен Сімен Нільсен Сверре Лунде Педерсен                                                        | Ковзанярський спорт | командна гонка (чоловіки)             | 21 лютого |
| Золото | Маріт Бйорген | Лижні перегони      | 30 км класичним стилем (жінки)        | 25 лютого |
| Срібло | Маріт Бйорген | Лижні перегони      | скіатлон 15 км (жінки)                | 10 лютого |
| Срібло | Марте Ольсбу | Біатлон             | спринт 7,5 км (жінки)                 | 10 лютого |
| Срібло | Юганн Андре Фурфанг | Стрибки з трампліна | нормальний трамплін (чоловіки)        | 10 лютого |
| Срібло | Мартін Йонсруд Сунбю | Лижні перегони      | скіатлон 30 км (чоловіки)             | 11 лютого |
| Срібло | Майкен Касперсен Фалла                                                                                                   | Лижні перегони      | спринт (жінки)                        | 13 лютого |
| Срібло | К'єтіль Янсруд | Гірськолижний спорт | швидкісний спуск (чоловіки)           | 15 лютого |
| Срібло | Раґнгільд Мовінкль | Гірськолижний спорт | гігантський слалом (жінки)            | 15 лютого |
| Срібло | Сімен Геґстад Крюгер | Лижні перегони      | скіатлон 30 км (чоловіки)             | 16 лютого |
| Срібло | Генрік Крістофферсен | Гірськолижний спорт | гігантський слалом (чоловіки)         | 18 лютого |
| Срібло | Марте Ольсбу Тіріль Екгофф Йоганнес Тінгнес Бо Еміль Гегле Свендсен                                                      | Біатлон             | змішана естафета                      | 20 лютого |
| Срібло | Раґнгільд Мовінкель | Гірськолижний спорт | швидкісний спуск (жінки)              | 21 лютого |
| Срібло | Ян Шмід Еспен Андерсен Ярл Магнус Рібер Юрген Гробак                                                                     | Лижне двоборство    | командні, великий трамплін/4×5 км     | 22 лютого |
| Срібло | Говард Лорентцен | Ковзанярський спорт | 1000 метрів (чоловіки)                | 23 лютого |
| Срібло | Ларс Гельге Біркеланд Тар'єй Бо Йоганнес Тінгнес Бо Еміль Гегле Свендсен                                                 | Біатлон             | естафета (чоловіки)                   | 23 лютого |
| Бронза | Роберт Юганссон | Стрибки з трампліна | нормальний трамплін (чоловіки)        | 10 лютого |
| Бронза | Ганс Крістер Голунд | Лижні перегони      | скіатлон 30 км (чоловіки)             | 11 лютого |
| Бронза | Сверре Лунде Педерсен | Ковзанярський спорт | 5000 м (чоловіки)                     | 11 лютого |
| Бронза | Маріт Бйорген | Лижні перегони      | 10 км вільним стилем (жінки)          | 15 лютого |
| Бронза | К'єтіль Янсруд | Гірськолижний спорт | супергігант (чоловіки)                | 17 лютого |
| Бронза | Тіріль Екгофф | Біатлон             | мас-старт (жінки)                     | 17 лютого |
| Бронза | Роберт Юганссон | Стрибки з трампліна | великий трамплін (чоловіки)           | 17 лютого |
| Бронза | Еміль Гегле Свендсен | Біатлон             | мас-старт (чоловіки)                  | 18 лютого |
| Бронза | Маріт Бйорген Майкен Касперсен Фалла                                                                                     | Лижні перегони      | командний спринт (жінки)              | 21 лютого |
| Бронза | Крістін Скаслієн Магнус Недреготтен                                                                                      | Керлінг             | змішані пари                          | 22 лютого |
| Бронза | Себастьян Фосс-Солевог Ніна Гавер-Лесет Лейф Крістіан Нествольд-Гауґен Крістін Лісдаль Джонатан Нордботтен Марен Ск'єльд | Гірськолижний спорт | змішані команди                       | 24 лютого |

## Спортсмени
| Вид спорту          | Чоловіки | Жінки | Всього |
| ------------------- | -------- | ----- | ------ |
| Гірськолижний спорт | 1        | 1     | 2      |
| Лижні перегони      | 2        | 2     | 4      |
| Біатлон             | 6        | 5     | 11     |
| Керлінг             | 6        | 1     | 7      |
| Хокей               | 25       | 0     | 25     |
| Усього              | 40       | 9     | 49     |